# Feel the Love (10cc)
Feel the Love - Oomachasaooma is een single van de Britse groep 10cc. Het is afkomstig van hun negende album Windows in the Jungle uit 1983. Op 17 juni dat jaar werd het nummer op single uitgebracht.

## Achtergrond
Het nummer gaat over een onbereikbare liefde ("I need you so give me a helping hand"). Met B-kant She Gives Me Pain (2:14) haalde het de Nederlandse hitlijsten. In Nederland was de plaat op vrijdag 29 juli 1983 Veronica Alarmschijf op Hilversum 3 en werd een grote hit in de destijds drie landelijke  hitlijsten op de nationale publieke popzender. De plaat bereikte de 7e positie in zowel de Nederlandse Top 40 als de Nationale Hitparade. In de TROS Top 50 bereikte de single de 8e positie. In de Europese hitlijst op Hilversum 3, de TROS Europarade, werd géén notering behaald.
In België bereikte de plaat de 13e positie in de voorloper van de Vlaamse Ultratop 50 en de 12e positie in de Vlaamse Radio 2 Top 30. In Wallonië werd géén notering behaald.
She Gives Me Pain staat niet op het album Windows in the Jungle.
In de sinds december 1999 jaarlijks uitgezonden NPO Radio 2 Top 2000 van de Nederlandse publieke radiozender NPO Radio 2, stond de plaat uitsluitend in 2009 en 2011 genoteerd, met als hoogste notering een 1714e positie in 2009.

## Hitnoteringen

### Nederlandse Top 40
| Feel the Love in de Nederlandse Top 40 – binnen: week 32/1983 | Feel the Love in de Nederlandse Top 40 – binnen: week 32/1983 | Feel the Love in de Nederlandse Top 40 – binnen: week 32/1983 | Feel the Love in de Nederlandse Top 40 – binnen: week 32/1983 | Feel the Love in de Nederlandse Top 40 – binnen: week 32/1983 | Feel the Love in de Nederlandse Top 40 – binnen: week 32/1983 | Feel the Love in de Nederlandse Top 40 – binnen: week 32/1983 | Feel the Love in de Nederlandse Top 40 – binnen: week 32/1983 | Feel the Love in de Nederlandse Top 40 – binnen: week 32/1983 | Feel the Love in de Nederlandse Top 40 – binnen: week 32/1983 | Feel the Love in de Nederlandse Top 40 – binnen: week 32/1983 |
| Week                                                          | 1                                                             | 2                                                             | 3                                                             | 4                                                             | 5                                                             | 6                                                             | 7                                                             | 8                                                             | 9                                                             |                                                               |
| ------------------------------------------------------------- | ------------------------------------------------------------- | ------------------------------------------------------------- | ------------------------------------------------------------- | ------------------------------------------------------------- | ------------------------------------------------------------- | ------------------------------------------------------------- | ------------------------------------------------------------- | ------------------------------------------------------------- | ------------------------------------------------------------- | ------------------------------------------------------------- |
| Positie                                                       | 24                                                            | 15                                                            | 9                                                             | 7                                                             | 7                                                             | 8                                                             | 14                                                            | 23                                                            | 32                                                            | uit                                                           |

### Nationale Hitparade
| Feel the Love in de Nationale Hitparade – binnen: 13-08-1983 | Feel the Love in de Nationale Hitparade – binnen: 13-08-1983 | Feel the Love in de Nationale Hitparade – binnen: 13-08-1983 | Feel the Love in de Nationale Hitparade – binnen: 13-08-1983 | Feel the Love in de Nationale Hitparade – binnen: 13-08-1983 | Feel the Love in de Nationale Hitparade – binnen: 13-08-1983 | Feel the Love in de Nationale Hitparade – binnen: 13-08-1983 | Feel the Love in de Nationale Hitparade – binnen: 13-08-1983 | Feel the Love in de Nationale Hitparade – binnen: 13-08-1983 | Feel the Love in de Nationale Hitparade – binnen: 13-08-1983 | Feel the Love in de Nationale Hitparade – binnen: 13-08-1983 | Feel the Love in de Nationale Hitparade – binnen: 13-08-1983 |
| Week                                                         | 1                                                            | 2                                                            | 3                                                            | 4                                                            | 5                                                            | 6                                                            | 7                                                            | 8                                                            | 9                                                            | 10                                                           |                                                              |
| ------------------------------------------------------------ | ------------------------------------------------------------ | ------------------------------------------------------------ | ------------------------------------------------------------ | ------------------------------------------------------------ | ------------------------------------------------------------ | ------------------------------------------------------------ | ------------------------------------------------------------ | ------------------------------------------------------------ | ------------------------------------------------------------ | ------------------------------------------------------------ | ------------------------------------------------------------ |
| Positie                                                      | 14                                                           | 8                                                            | 8                                                            | 9                                                            | 9                                                            | 7                                                            | 8                                                            | 15                                                           | 23                                                           | 32                                                           | uit                                                          |

### TROS Top 50
Hitnotering: 04-08-1983 t/m 06-10-1983. Hoogste notering: #8.

### NPO Radio 2 Top 2000
| Nummer met noteringen in de NPO Radio 2 Top 2000 | '09  | '10 | '11  |
| ------------------------------------------------ | ---- | --- | ---- |
| Feel the Love                                    | 1714 | -   | 1792 |

1. ↑  Een '-' betekent dat het nummer niet was genoteerd en een vetgedrukt getal geeft de hoogste notering aan.
2. ↑  2009 was het eerste jaar met een notering voor dit nummer.
3. ↑  Deze tabel is bijgewerkt tot en met de laatste editie (2024).

Graham Gouldman · Eric Stewart · Kevin Godley · Lol Creme

Paul Burgess · Rick Fenn · Stuart Tosh · Duncan Mackay · Tony O'Malley